# Hisonotus hungy
Hisonotus hungy es una especie de peces de la familia Loricariidae en el orden de los Siluriformes.

## Morfología
Los machos pueden llegar alcanzar los 4,2 cm de longitud total.

## Distribución geográfica
Se encuentran en Sudamérica:  Misiones (Argentina ).